# Episodi di Mujeres asesinas (prima stagione)
La prima stagione della serie televisiva Mujeres asesinas è stata trasmessa in anteprima in Argentina da Canale 13 tra il 19 luglio 2005 e il 13 dicembre 2005.
| nº | Titolo originale                            | Titolo italiano | Prima TV Argentina | Prima TV Italia |
| -- | ------------------------------------------- | --------------- | ------------------ | --------------- |
| 1  | Marta Odera, monja                          | inedito         | 19 luglio 2005     | inedito         |
| 2  | Ana D., mujer corrosiva                     | inedito         | 26 luglio 2005     | inedito         |
| 3  | Claudia Sobrero, cuchillera                 | inedito         | 3 agosto 2005      | inedito         |
| 4  | Ana María Gómez Tejerina, asesina obstinada | inedito         | 9 agosto 2005      | inedito         |
| 5  | Emilia Basil, cocinera                      | inedito         | 16 agosto 2005     | inedito         |
| 6  | Clara, la fantasiosa                        | inedito         | 23 agosto 2005     | inedito         |
| 7  | Ana María Soba, Heredera Impaciente         | inedito         | 30 agosto 2005     | inedito         |
| 8  | Graciela Hammer, incendiaria                | inedito         | 6 settembre 2005   | inedito         |
| 9  | Margarita Herlein, probadora de hombres     | inedito         | 13 settembre 2005  | inedito         |
| 10 | Stella O., huérfana emocional               | inedito         | 20 settembre 2005  | inedito         |
| 11 | Marta Bogado, madre                         | inedito         | 27 settembre 2005  | inedito         |
| 12 | Margarita, la maldita                       | inedito         | 4 ottobre 2005     | inedito         |
| 13 | Laura E., Encubridora                       | inedito         | 11 ottobre 2005    | inedito         |
| 14 | Brujas incautas y falsa mujer               | inedito         | 18 ottobre 2005    | inedito         |
| 15 | Lisa, la soñadora                           | inedito         | 25 ottobre 2005    | inedito         |
| 16 | Norah, amiga                                | inedito         | 1º novembre 2005   | inedito         |
| 17 | Sandra, la gestora                          | inedito         | 8 novembre 2005    | inedito         |
| 18 | Cándida, esposa improvisada                 | inedito         | 15 novembre 2005   | inedito         |
| 19 | Patricia, vengadora                         | inedito         | 22 novembre 2005   | inedito         |
| 20 | Ofelia, enamorada                           | inedito         | 29 novembre 2005   | inedito         |
| 21 | Carmen, hija                                | inedito         | 6 dicembre 2005    | inedito         |
| 22 | Cristina, rebelde                           | inedito         | 13 dicembre 2005   | inedito         |